# 張潔雯
張潔雯（1981年1月4日—），廣東廣州人，中國前女子羽毛球運動員，曾获2004年雅典奥运会和2005年、2007年世界羽毛球锦标赛女子双打项目金牌。她和楊維、謝杏芳並稱為中國國家女子羽毛球隊的「廣東三劍客」。退役后，担任广州市体育局羽毛球管理中心副主任、中山大学体育部副教授。

## 生涯
張潔雯在1989年入讀廣州市體校，當時的教練是涂棚芳。6年之後，張潔雯入廣州市體工隊，教練為傅漢洵。後來於1995年入選國家二隊，其教練是潘莉。5年後成為國家一隊成員。
張潔雯是中國隊中的後起之秀，她於2002年亞運前與魏軼力合拍打女子雙打，後來改組與楊維拍擋。
張潔雯在1998年於世界青年羽毛球錦標賽與同鄉謝杏芳的組合贏得了女雙賽的冠軍。2000年，張潔雯與魏軼力奪得全國雙打冠軍賽女雙項目冠軍。
2001年，張潔雯於得到女雙賽事的亞軍、全英羽毛球公開賽、丹麥公開賽獲得女雙賽的亞軍，又於中國與新加坡兩個公開賽贏得女雙冠軍，而在馬來西亞公開賽中的女雙賽四強出局。1年後，張潔雯與魏軼力的組合得到南韓與日本公開賽的季軍，及後得到法國與全英公開賽的女雙亞軍，以及亞錦賽女雙項目的冠軍。
2003年，張潔雯於瑞士、新加坡、馬來西亞與丹麥公開賽的女雙賽奪冠，又在印尼、德國、香港、中國公開賽和全英賽女雙亞軍、世錦賽八強出局。2004年，張潔雯分別在瑞士、全英公開賽獲亞，南韓公開賽以及尤伯杯冠軍奪標，又在日本公開賽四強出局，更於雅典奧運中的女雙項目與楊維摘下了一面金牌。
2005年，張潔雯在十運會中得到女子雙打銀牌，之後的世錦賽中與楊維擊敗上屆冠軍，成功奪冠，又在香港公開賽首次奪冠，並贏得了中國公開賽的冠軍。
2008年，張潔雯、楊維出戰2008年夏季奧林匹克運動會羽毛球比賽的女子雙打比賽，可惜衛冕失敗，更於11月宣布退役。2010年1月正式從羽毛球世界聯會註冊退役。

## 主要比賽成績
只列出曾進入準決賽的國際賽事成績：
| 年份   | 賽事                     | 公開賽級別 | 項目     | 拍檔 | 成績   |
| ------ | ------------------------ | ---------- | -------- | ---- | ------ |
| 2002年 | 亞洲羽毛球錦標賽         | 其他       | 女子雙打 | 楊維 | 金牌   |
| 2004年 | 全英羽毛球公開賽         |            | 女子雙打 | 楊維 | 亞軍   |
| 2004年 | 奧林匹克運動會羽毛球比賽 | 其他       | 女子雙打 | 楊維 | 金牌   |
| 2004年 | 中國羽毛球公開賽         |            | 女子雙打 | 楊維 | 冠軍   |
| 2005年 | 香港羽毛球公開賽         |            | 女子雙打 | 楊維 | 冠軍   |
| 2006年 | 全英羽毛球公開賽         |            | 女子雙打 | 楊維 | 亞軍   |
| 2006年 | 韓國羽毛球公開賽         |            | 女子雙打 | 楊維 | 冠軍   |
| 2006年 | 香港羽毛球公開賽         |            | 女子雙打 | 楊維 | 冠軍   |
| 2006年 | 日本羽毛球公開賽         |            | 女子雙打 | 楊維 | 準決賽 |
| 2006年 | 羽毛球世界盃             | 其他       | 女子雙打 | 楊維 | 銀牌   |
| 2007年 | 韓國羽毛球超級賽         | 超級賽     | 女子雙打 | 楊維 | 亞軍   |
| 2007年 | 德國羽毛球大獎賽         | 大獎賽     | 女子雙打 | 楊維 | 冠軍   |
| 2007年 | 全英羽毛球超級賽         | 超級賽     | 女子雙打 | 楊維 | 亞軍   |
| 2007年 | 亞洲羽毛球錦標賽         | 其他       | 女子雙打 | 楊維 | 金牌   |
| 2007年 | 新加坡羽毛球超級賽       | 超級賽     | 女子雙打 | 高崚 | 準決賽 |
| 2007年 | 印尼羽毛球超級賽         | 超級賽     | 女子雙打 | 高崚 | 準決賽 |
| 2007年 | 日本羽毛球超級賽         | 超級賽     | 女子雙打 | 楊維 | 冠軍   |
| 2007年 | 碧特博格羽毛球大獎賽     | 大獎賽     | 女子雙打 | 楊維 | 冠軍   |
| 2007年 | 丹麥羽毛球超級賽         | 超級賽     | 女子雙打 | 楊維 | 冠軍   |
| 2008年 | 馬來西亞羽毛球超級賽     | 超級賽     | 女子雙打 | 楊維 | 冠軍   |
| 2008年 | 全英羽毛球超級賽         | 超級賽     | 女子雙打 | 楊維 | 準決賽 |
| 2008年 | 瑞士羽毛球超級賽         | 超級賽     | 女子雙打 | 楊維 | 冠軍   |
| 2008年 | 亞洲羽毛球錦標賽         | 其他       | 女子雙打 | 楊維 | 金牌   |
| 2008年 | 泰國羽毛球黃金大獎賽     | 黃金大獎賽 | 女子雙打 | 楊維 | 冠軍   |
| 2009年 | 馬來西亞羽毛球超級賽     | 超級賽     | 女子雙打 | 楊維 | 亞軍   |
| 2009年 | 韓國羽毛球超級賽         | 超級賽     | 女子雙打 | 楊維 | 準決賽 |
| 2009年 | 亞洲羽毛球錦標賽         | 其他       | 女子雙打 | 楊維 | 銅牌   |
| 2009年 | 泰國羽毛球黃金大獎賽     | 黃金大獎賽 | 女子雙打 | 楊維 | 冠軍   |
| 2009年 | 澳門羽毛球黃金大獎賽     | 黃金大獎賽 | 女子雙打 | 楊維 | 亞軍   |
| 2009年 | 中華台北羽毛球黃金大獎賽 | 黃金大獎賽 | 女子雙打 | 楊維 | 冠軍   |

| 2007-2017年 | 首要超級賽 | 超級賽 | 黃金大獎賽 | 大獎賽 | 國際挑戰賽 | 國際系列賽 | 未來系列賽 | 其他 |

### 奧運會和世錦賽參賽紀錄
|          | 搭檔 | 2004 | 2005 | 2006 | 2007 | 2008 |
| -------- | ---- | ---- | ---- | ---- | ---- | ---- |
| 女子雙打 | 楊維 | 金牌 | 金牌 | 銅牌 | 金牌 | 8強  |

## 退役生活
退役後，張潔雯出任广州市体育局羽毛球管理中心副主任，負責管理運動團隊。2016年起，任中山大学体育部副教授。
2010年1月22日，張潔雯就与前馬來西亞頭號男雙鍾騰福在吉隆坡登記結婚。二人的女兒在2011年8月25日出生，取名鍾家兒。

## 資料來源
1. ↑  . 新华网. 2024-09-10  [2024-12-05]. （原始内容存档于2024-12-09）.
2. ↑  （英文）, BWF, （原始内容存档于2016-03-04）
3. ↑  （简体中文）. 华奥星空. 2011-05-10  [2011-05-11]. （原始内容存档于2013-04-24）.
4. ↑  . 新华网. 2024-09-10  [2024-12-05]. （原始内容存档于2024-12-09）.
5. ↑  （简体中文）. 天府早报. 2010-01-23. （原始内容存档于2010年1月24日）.
6. ↑  （简体中文）. 东方体育日报. 2010-05-01  [2011-05-11]. （原始内容存档于2015-06-17）.
7. ↑  （简体中文）. 中國報. 2011-09-06  [2012-02-04]. （原始内容存档于2012-07-29）.